# 奠濟宮
奠濟宮，又稱為聖王廟、聖公廟、聖王公廟，是位於臺灣基隆市仁愛區的道教廟宇，建於清光緒元年（1875年），主祀開漳聖王，與基隆護國城隍廟、基隆慶安宮合稱為「基隆三大廟」。基隆廟口夜市即以奠濟宮得名，並以此為中心向周邊街道發展。後殿「清甯宮」原為道光年間泉州人所建以奉祀水仙王的殿宇，日治時代因故與奠濟宮合併。歷經整修後，廟中仍存有清同治年間的石柱，另外還有古碑。

## 歷史

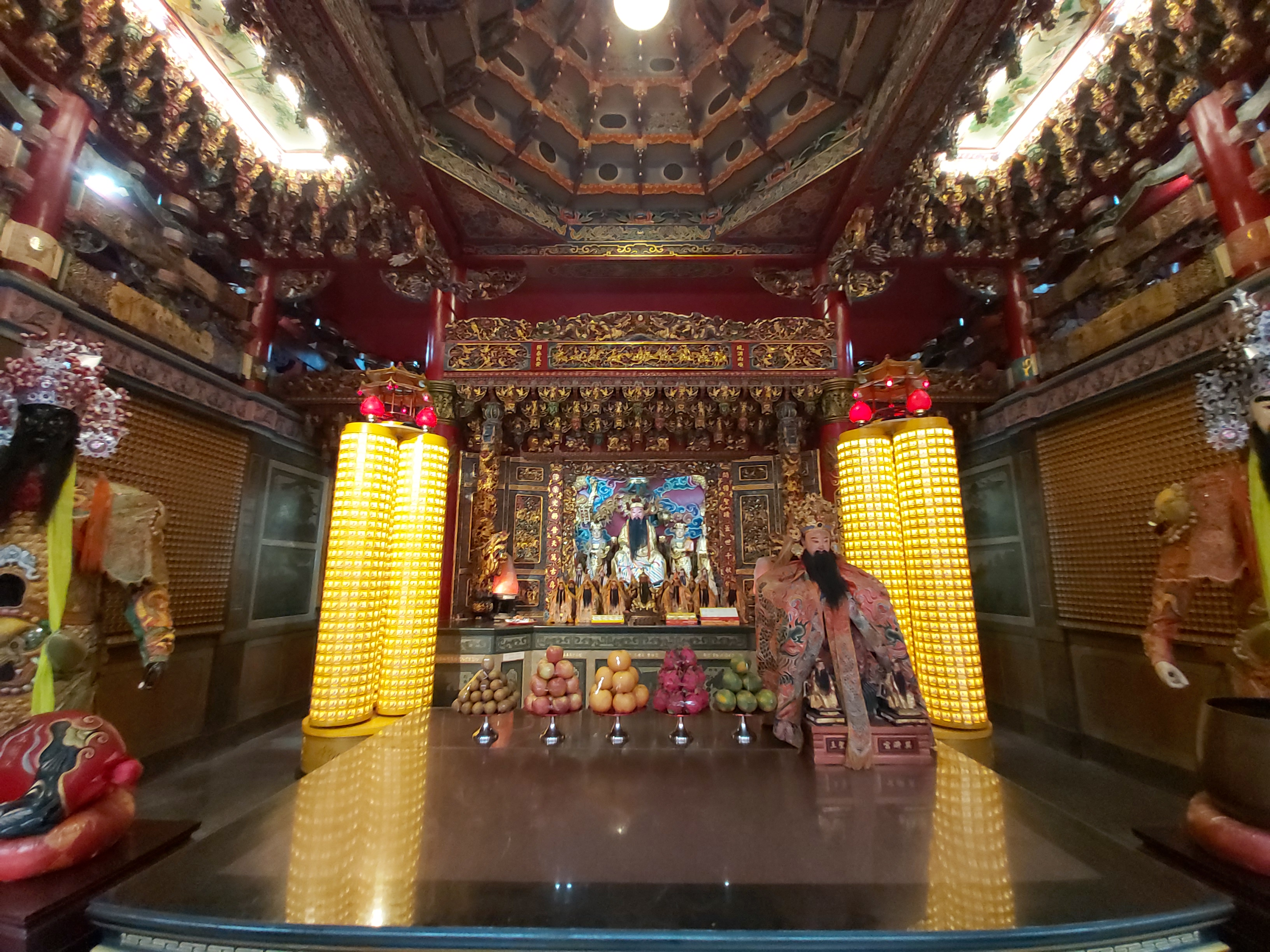
基隆奠濟宮正殿

在同治年間，經過百年的開發與分類械鬥，漳州府移民取得了基隆港一帶，而泉州府安溪移民退守至七堵、暖暖。兩方械鬥，爭執不斷，甚至抬出己方的守護神示威，泉州安溪人信仰雙忠尊王（俗稱尪公），漳州人崇奉開漳聖王（俗稱聖王公，簡稱聖王、聖公）。每逢械鬥，雙方分別抬出己方守護神，吶喊助威，以祈勝利。械鬥之烈，連神像都難保全，甚至有「尪公無頭殼，聖公無手骨」的俗語。當地另有俗諺「尪公無過嶺」，意思是「尪公神像絕不越過獅球嶺」，因獅球嶺以北，即是漳州人地界
而原本漳州籍的鄉民是在外木山（今日基隆市中山區協和里文化路10巷到50巷的這一片山坡地上某處，目前這一片山坡大部分都還是奠濟宮之廟產）搭木造小廟奉祀原鄉的守護神開漳聖王。清光緒元年（1875年），板橋林家捐獻玉田街土地建廟；而後當地士紳張金發、賴武等人奉獻香火錢，合作將之遷於今仁愛區仁三路、石硬港溪（今日的旭川河）的右岸附近，與左岸的慶安宮隔岸而對。
1884年中法戰爭，奠濟宮曾作為軍事據點，卻因清軍疏失，引爆詭雷，造成廟貌毀傷。1895年乙未戰爭時，因為抗日軍隊將奠濟宮充為軍火庫，儲藏彈藥，卻管理失當，又因水雷爆炸，造成毀傷。1897年地方仕紳決議重修。此外於清道光初年，主祀水仙王的清甯宮，由於在日治初期廟埕被公家徵用開路，遂將原本的「坐西向東」改成「坐南朝北」，與奠濟宮僅一巷之隔，此後逐漸被認為是奠濟宮的後殿。1940年代二次大戰期間，盟軍轟炸基隆市區，奠濟宮受到波及，1957年以後陸續整修，於1964年大致修成今日樣貌。
1998年「後殿」清甯宮進行耗時五年的大修，改成三層樓的建築，一樓供奉水仙尊王，二樓供奉田都元帥，三樓供奉玉皇大帝。

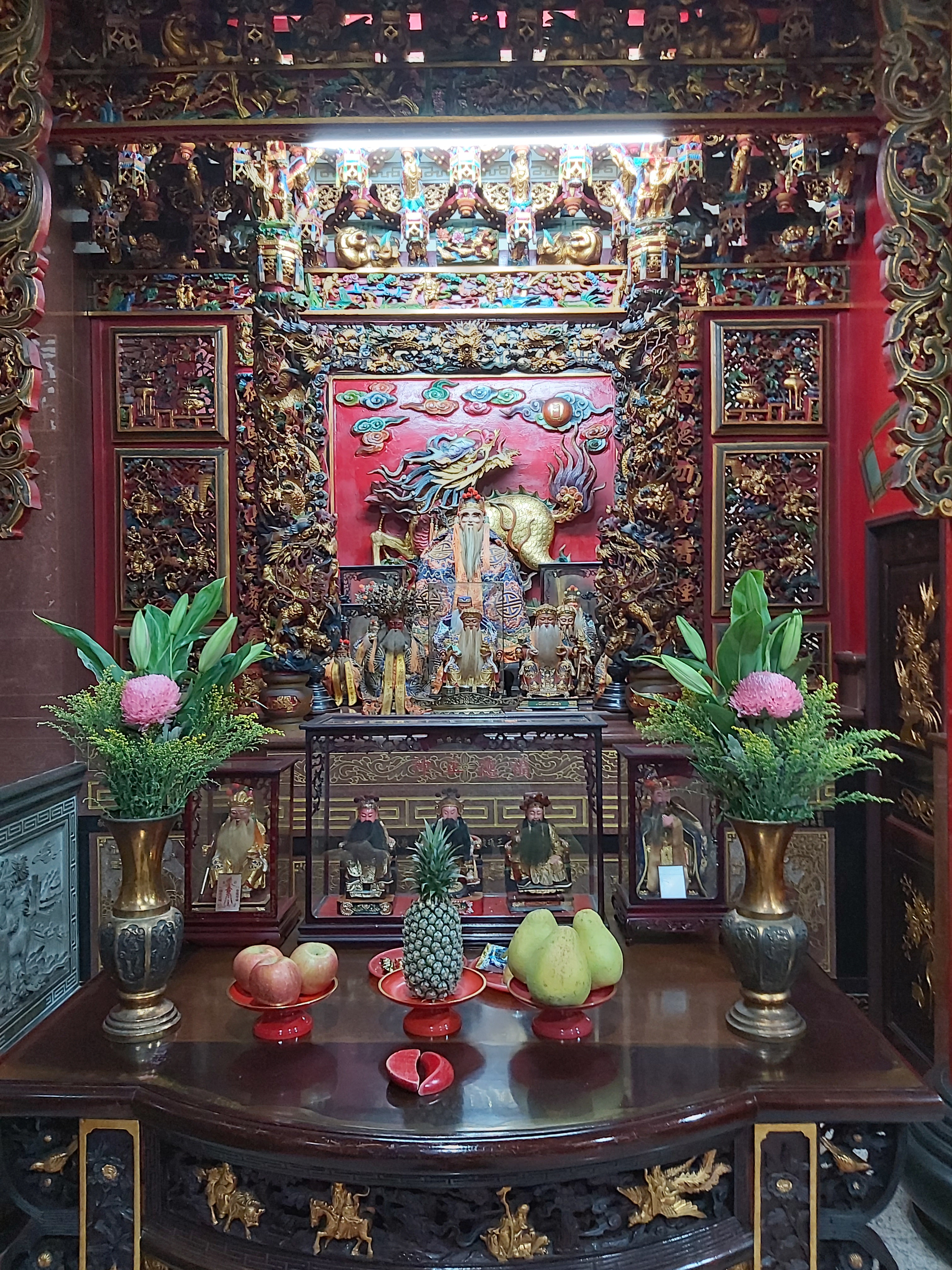
福德正神
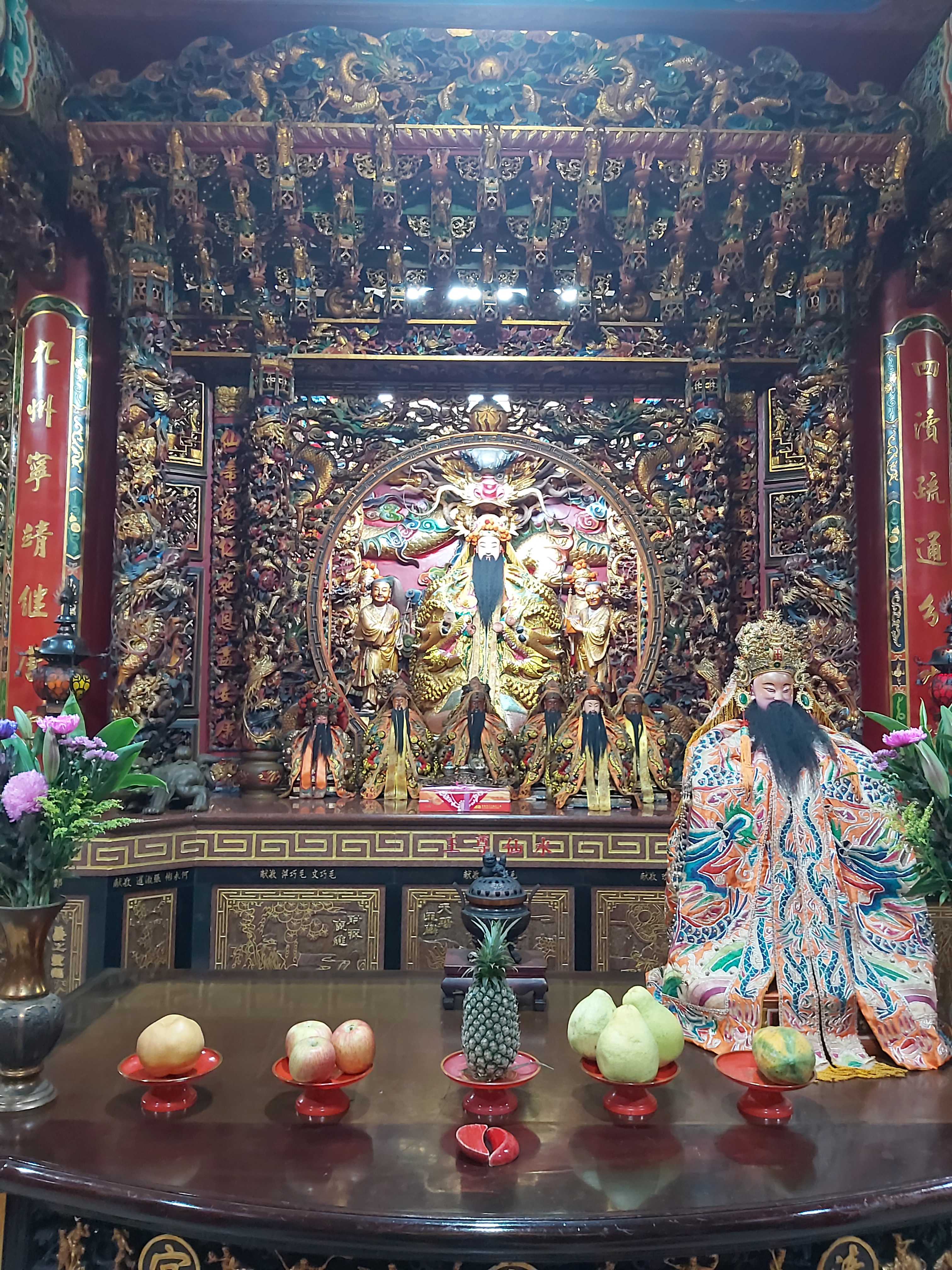
水仙尊王
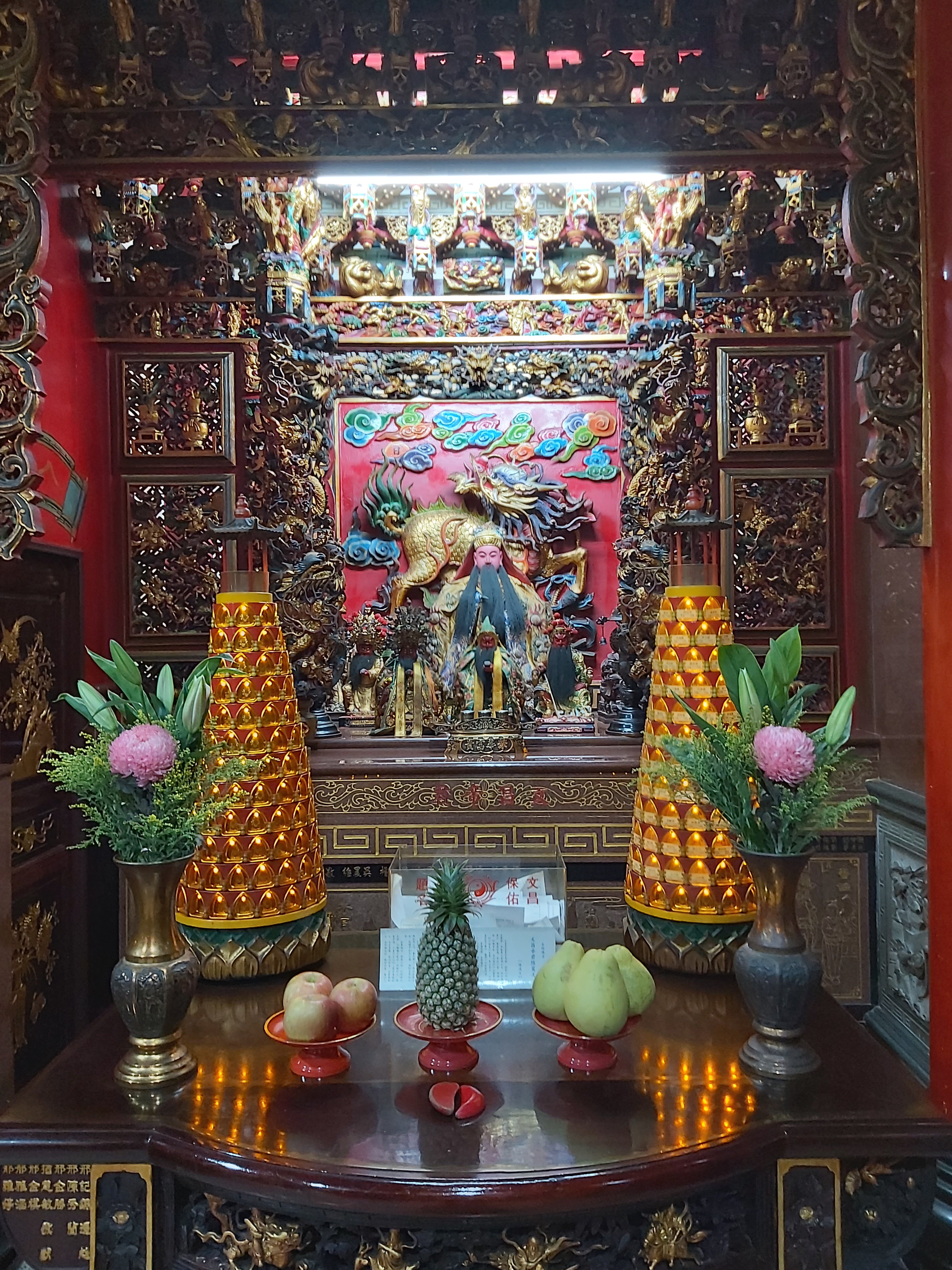
文昌帝君
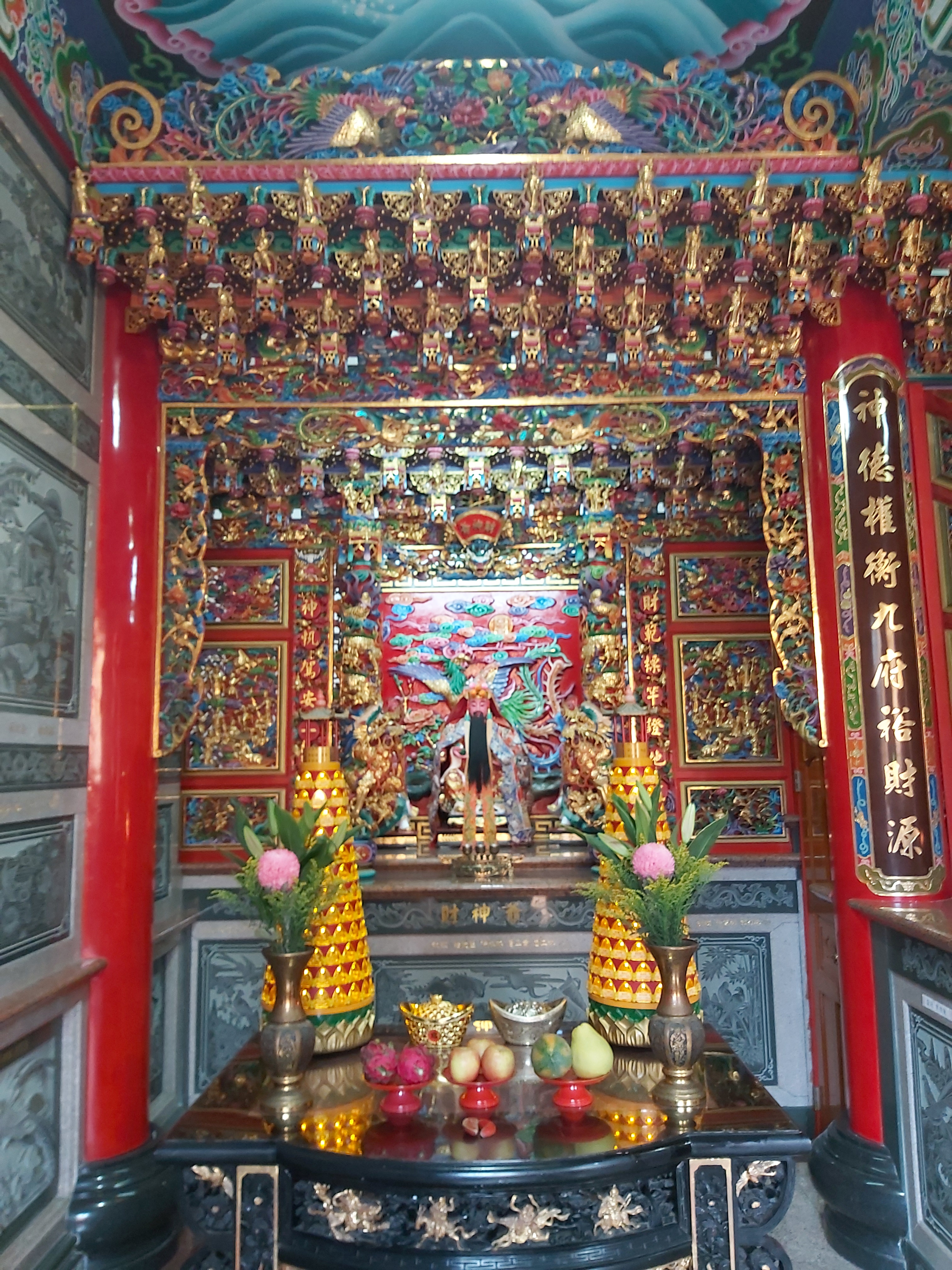
財神爺
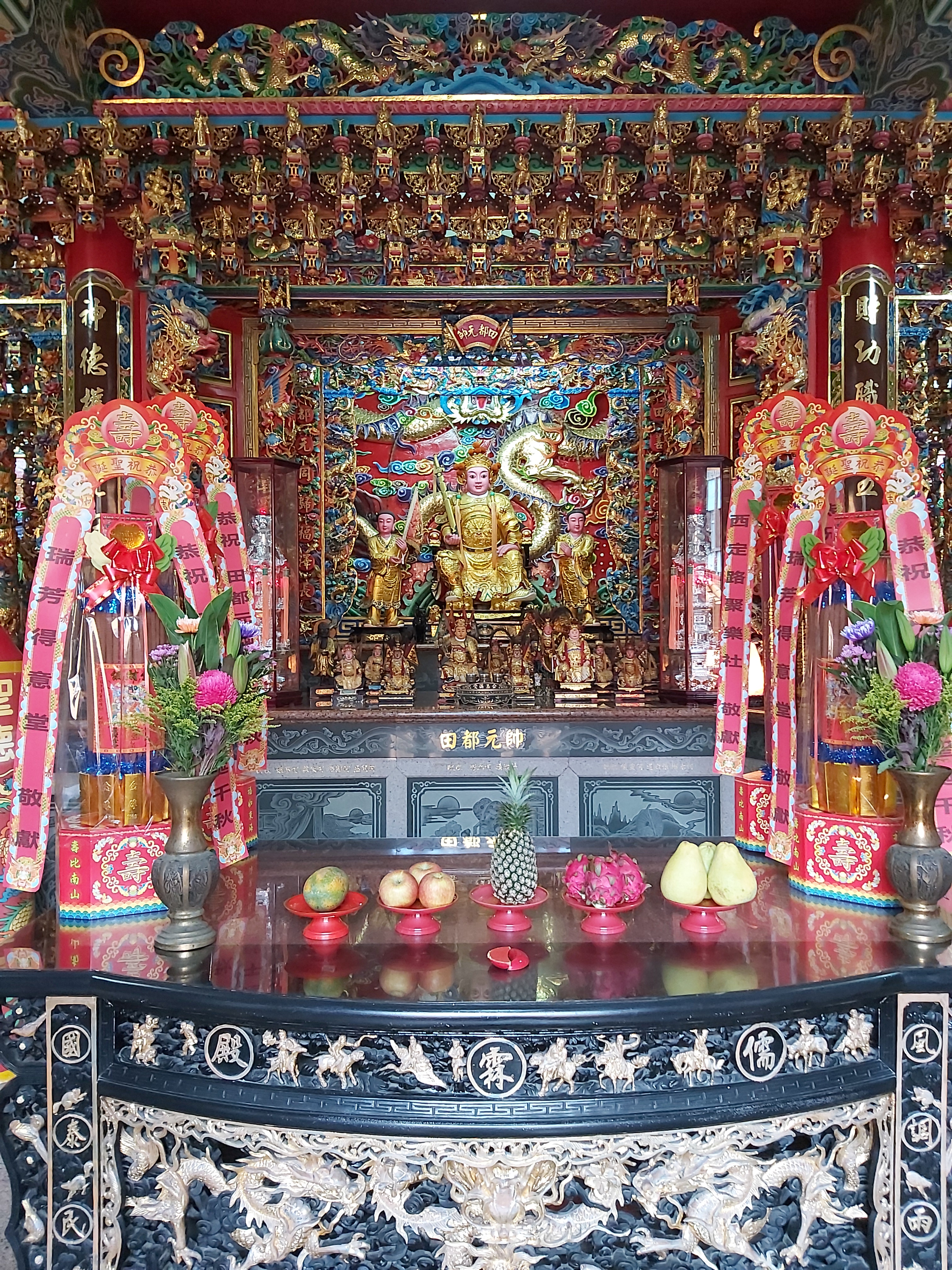
田都元帥
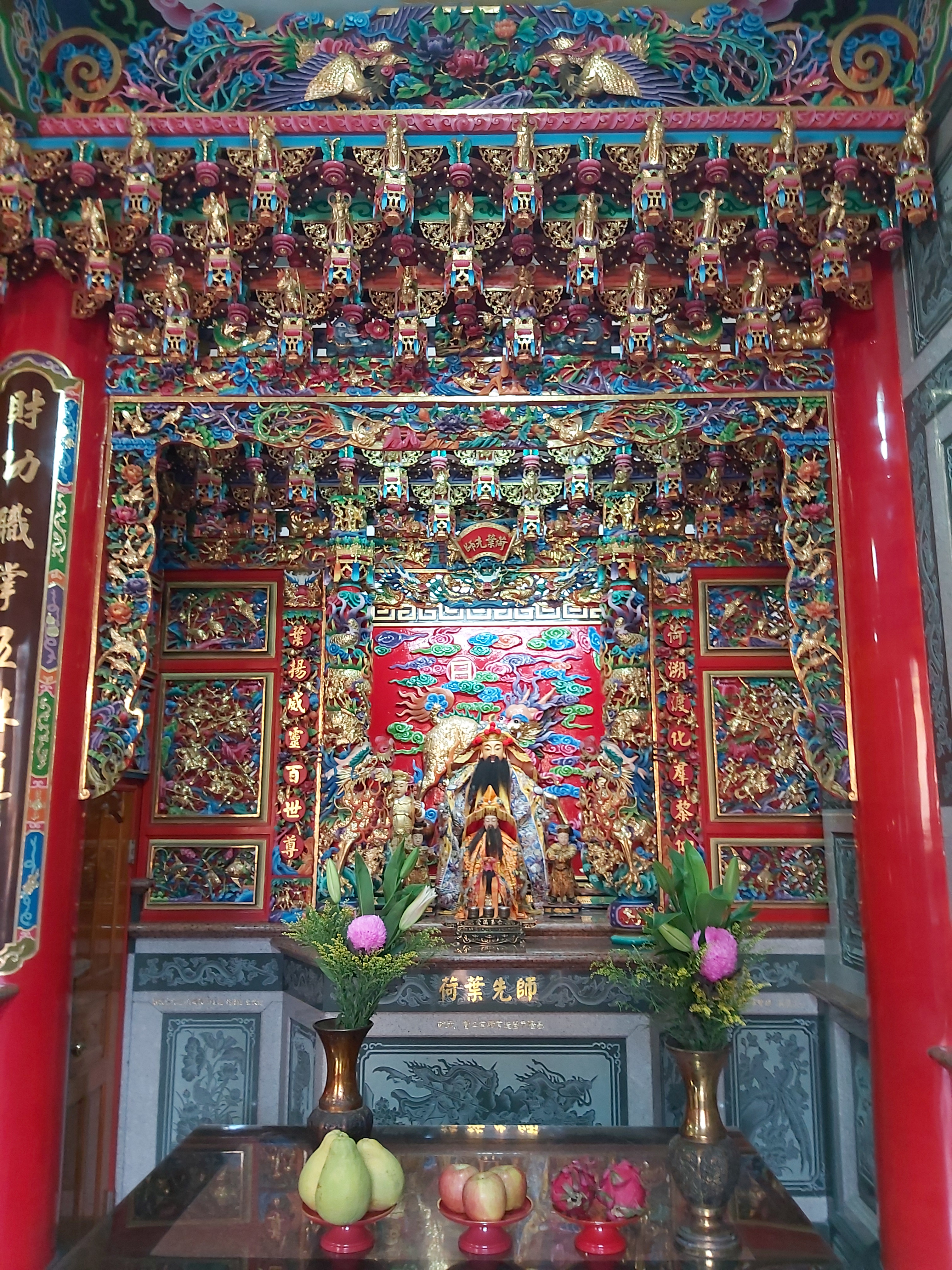
荷葉先師
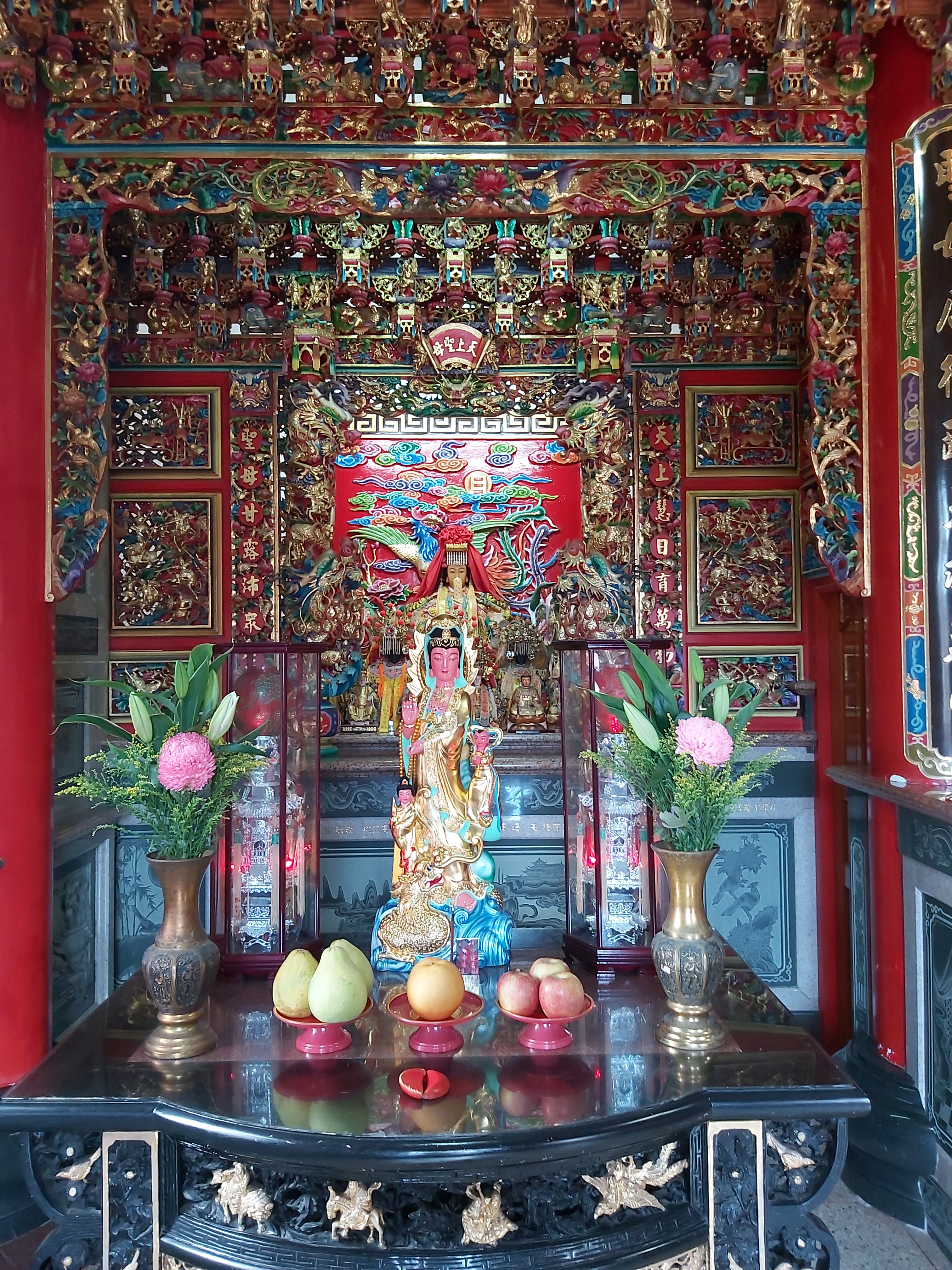
天上聖母
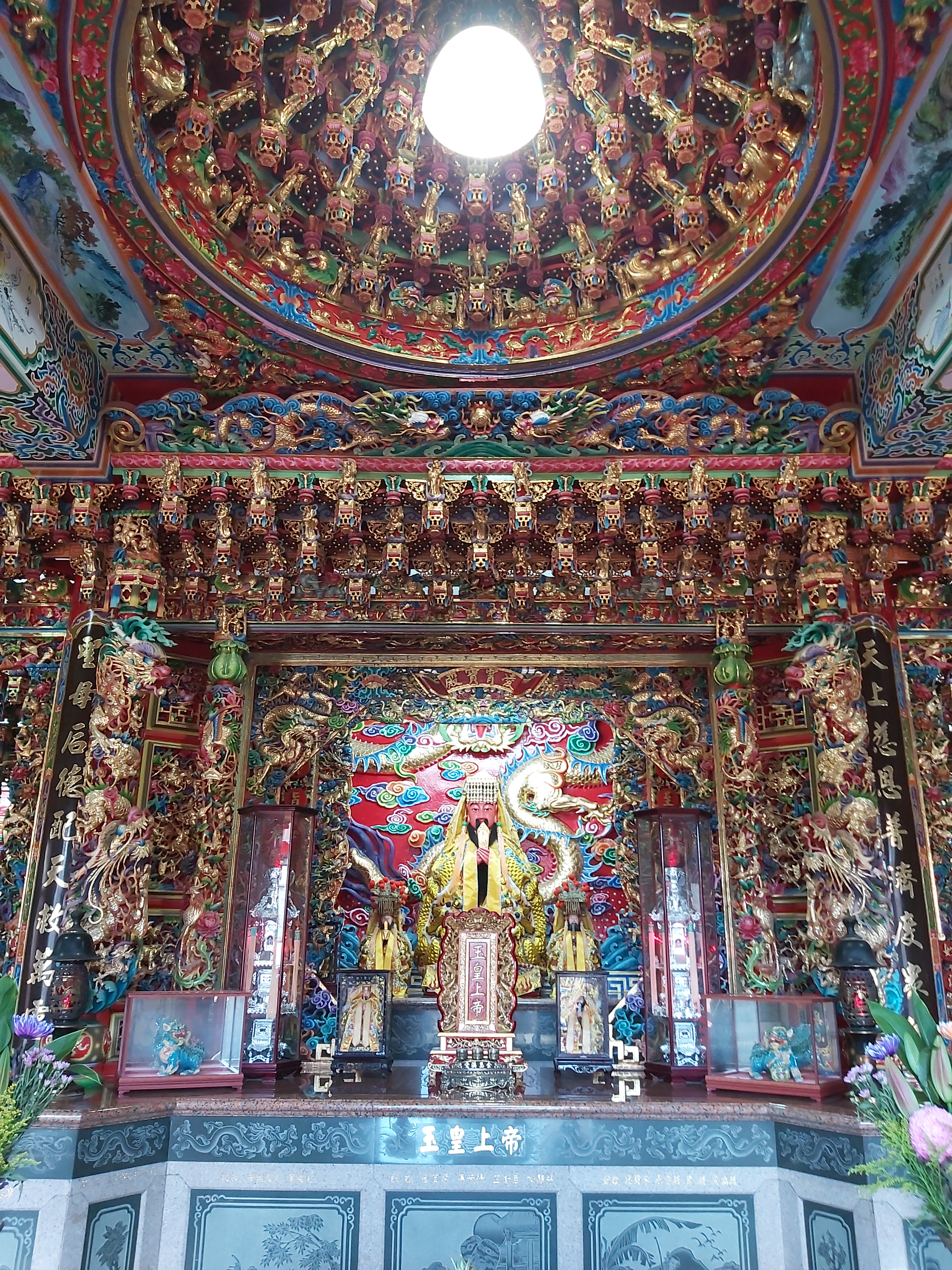
玉皇上帝
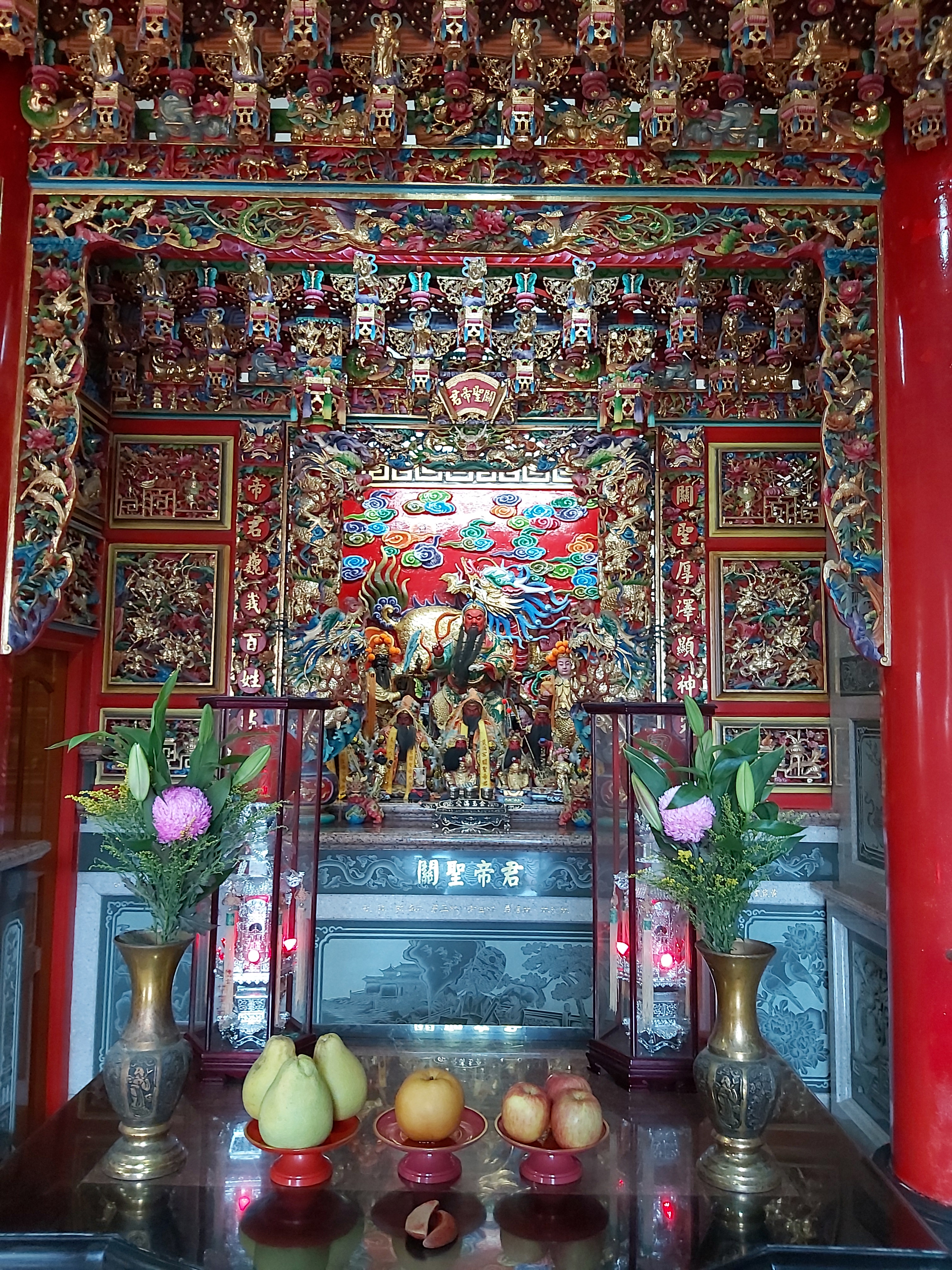
關聖帝君